# Сибирские казаки

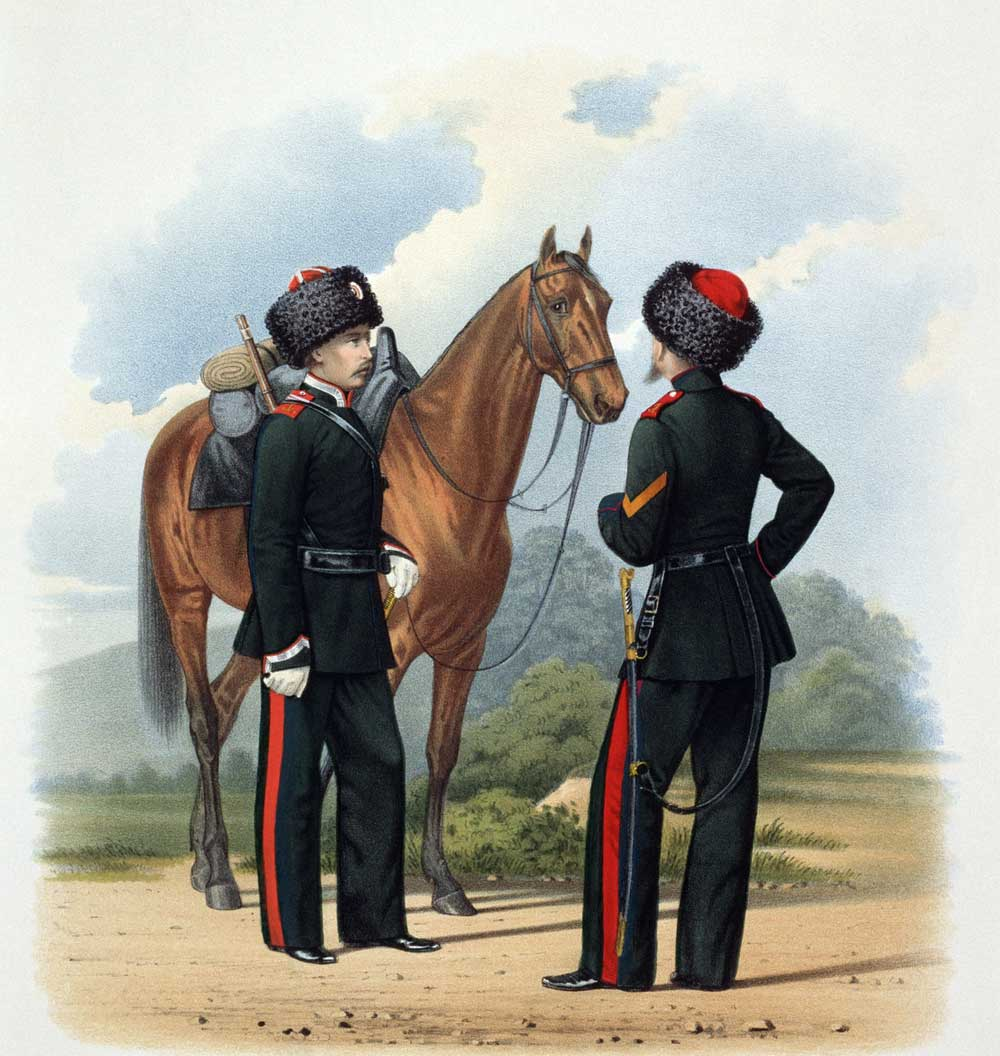
Пиратский К. К. Сибирское и Семиреченское Казачьи войска. 1867 г.

Сиби́рское каза́чье во́йско — казачье войско на территории Сибири, включая территорию Северного и Восточного Казахстана. Войсковой праздник, войсковой круг — 6 (19) декабря, день св. Николая Чудотворца. Столицей войска является г. Омск, где находятся все общевойсковые учреждения.

## Общие сведения
Войско состояло из трёх военных отделов: 1-й — с центром в Кокяетаве, 2-й — в Омске, 3-й — в Усть-Каменогорске. Отделы делились на станицы (к 1914 г. всего 48 станиц).
Население войска к 1 января 1914 года (ст. ст.) насчитывало 298 284 чел., в том числе 167 985 душ войскового сословия, остальные были разночинцами («иногородние»). Казаки делились так: 1 349 чел. — генералы, офицеры и чиновники с семьями, нижних чинов с семьями — 166 636 чел.
Этнический состав: 94,3 % — русские, 4,89 % — мордва, 0,81 % — татары. Последние — мусульмане. Раскольников и сектантов среди сибирцев был 1 %, остальные 98,19 % — православные.
Проживали казаки в 48 станичных поселениях (центрах станиц), 123 посёлках и 16 выселках. В 1917 году большинство казачьих посёлков выделилось в самостоятельные станицы, число которых к 9 августа 1917 года (ст. ст.) достигло 133.
Сибирское Линейное казачье войско — это особое, исторически сложившееся сословно-государственное учреждение Российской империи, существовавшее в XIX-начале XX в. и имевшее собственные территорию, управление, военную организацию, систему учебных заведений и хозяйственные структуры. Казачье население войска, составлявшее отдельное войсковое сословие, отбывало особую воинскую повинность, в основе которой лежали прежде всего принципы пользования землёй за военную службу, а также материального, полного или частичного, самообеспечения при выходе казаков на эту службу. Войско было государственным учреждением, а не автономной единицей, так как настоящее самоуправление существовало до революции только на уровне казачьей общины — посёлка. Поселковый сбор и атаман занимались распределением между членами общины сельскохозяйственных угодий и земских повинностей. Станичные атаманы и сбор выполняли главным образом военные функции (учёт служилого состава, подготовка приготовительного разряда, контроль над состоянием снаряжения и лошадей и т. п.) и жёстко зависели от вышестоящего начальства. Атаманы отделов назначались свыше. Войсковым атаманом автоматически становился человек, которого Император назначал Степным генерал-губернатором. Его называли наказным атаманом, то есть служившим по наказу и повелению Государя. Войсковое самоуправление возникло только в 1917 году, когда стали созываться большой и малый войсковые круги, когда были избраны члены Войсковой управы и войсковой атаман (генерал-майор П. С. Копейкин).

## История Сибирского Казачьего Войска

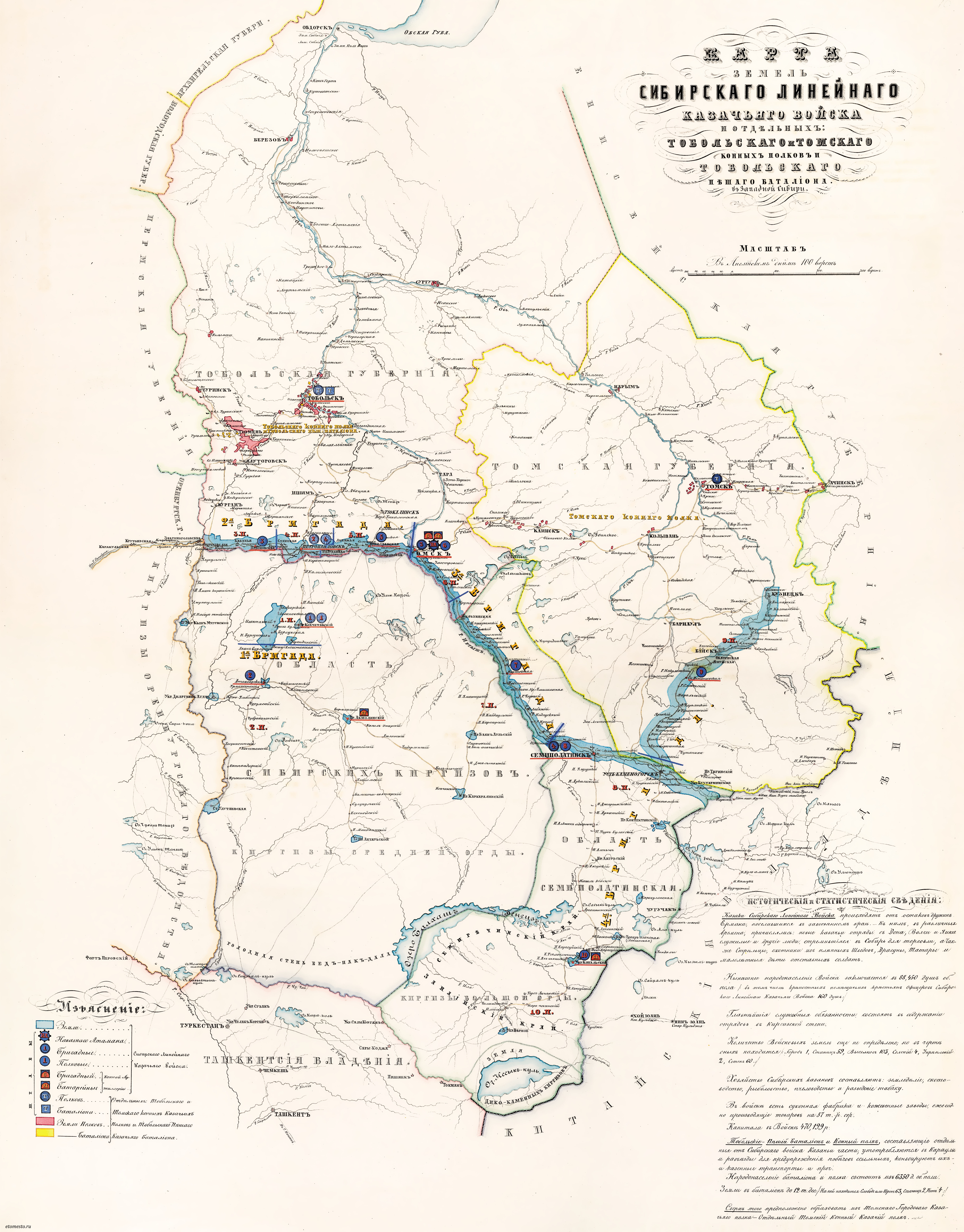
Карта земель Сибирского Линейного Казачьего Войска, и Отдельных Тобольского и Томского Конных полков, и Отдельного Тобольского Пешего батальона в Западной Сибири в 1858 году.

Уже дореволюционная и в дальнейшем белоэмигрантская отечественная историография сибирского казачества (в целом её положения согласуются и с принятыми в современной российской исторической науке) кратко характеризовало становление и его организационное оформление следующим образом: 
"Официально войско вело и ведёт своё начало от 6 (16) декабря 1582, когда, по летописному преданию, царь Иван IV Грозный в награду за взятие Сибирского ханства дал дружине Ермака наименование «Царская Служилая Рать». Такое старшинство было даровано войску Высочайшим приказом от 6 декабря 1903 года. И оно, таким образом, стало считаться третьим по старшинству казачьим войском России (после Донского и Оренбургского). Однако реальная связь между войском и дружиной Ермака мало ощутима и выявляется с трудом. Ядро войскового сословия Сибирского войска генетически восходило к городовому казачеству Западной Сибири XVII в. Уцелевшие ермаковцы и их дети, положив начало военно-служилому сословию русской Сибири, скоро растворились в массе так называемых новоприбраных казаков. В течение следующего, XVIII в. часть городовых казаков переселили на пограничные линии, и они дали начало сибирскому линейному казачеству. Войско как таковое было сформировано только во второй половине XVIII — первой половине XIX в. целым рядом разновремённых, вызванных военной необходимостью распоряжений центральной власти. Рубежом можно считать Положение 1808 года, от которого обычно и ведут отсчёт истории собственно Сибирского линейного казачьего войска, которое комплектовалось из разных источников людских ресурсов. Особенно показательны в этом отношении 1846 и 1849 годы, когда за счёт зачисления в казаки крестьян (как старожилов, так и переселенцев из Европейской России) численность войска возросла чуть ли не в два раза. Поэтому «коренные» сибиряки, являвшиеся прямыми потомками городовых казаков Западной Сибири XVII в., и составили лишь часть войскового сословия, его ядро."

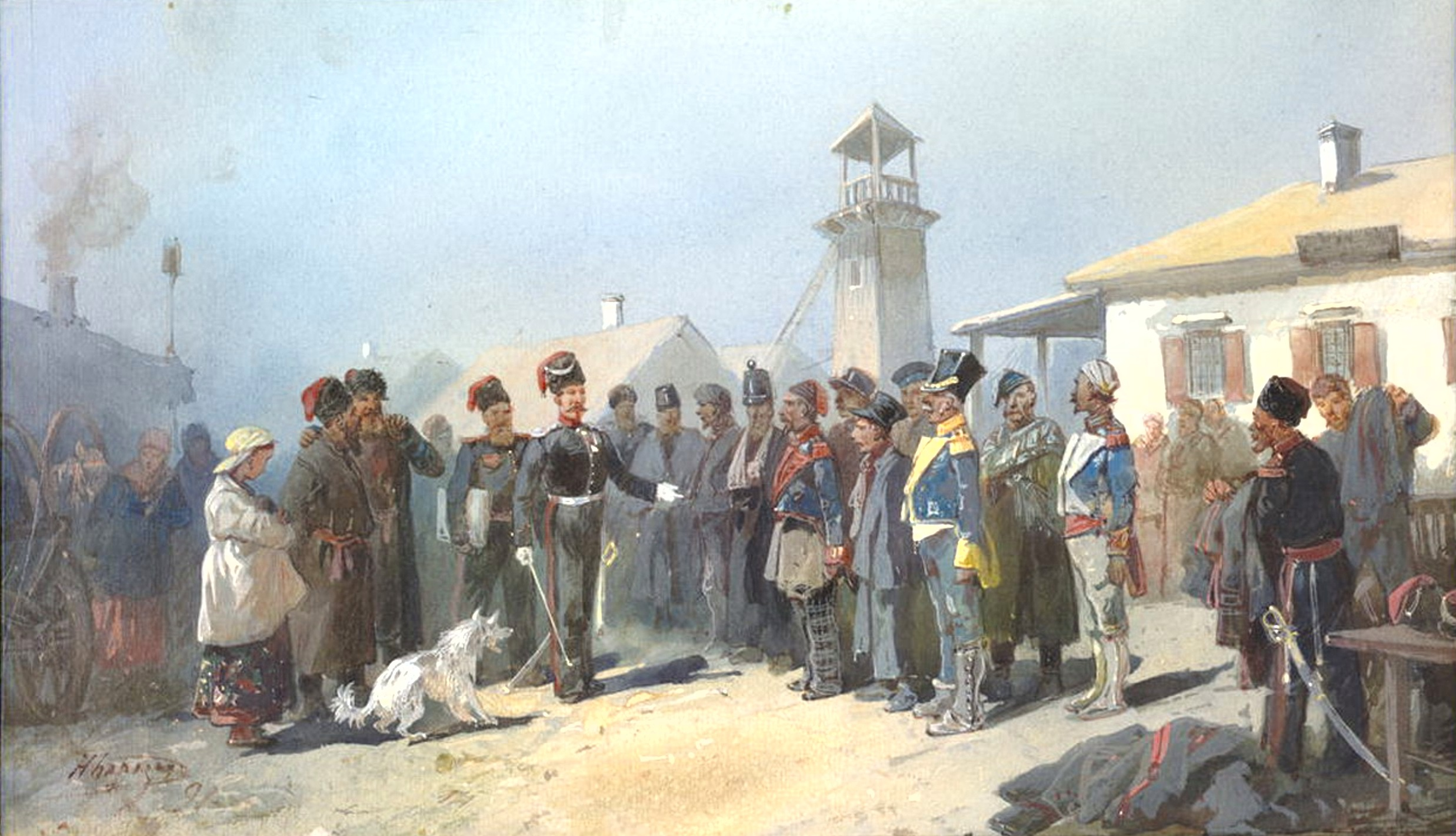
«Зачисление в казаки пленных поляков армии Наполеона, 1813 г.» Рисунок Н. Н. Каразина изображает момент прибытия пленных поляков в Омск после того, как они, уже разверстанные по казачьим полкам, под наблюдением Сибирского войска казачьего ротмистра (есаула) Набокова, один по одному переодеваются в казачьи мундиры.

Интересно также вспомнить, что многие пленные поляки, служившие в Великой армии Наполеона, были зачислены в сибирские казаки. В связи с подписанием Парижского мира этим полякам было предоставлено право вернуться на родину. Но многие из них, успев уже жениться на местных селянках, не пожелали воспользоваться этим правом и остались в сибирских казаках навсегда, получив потом чины урядников и даже офицеров. Многие из них, обладая вполне европейским образованием, назначены были преподавателями во вскоре после того открывшееся войсковое казачье училище (будущий кадетский корпус). Позже потомки этих поляков, будучи близкими великороссам по происхождению и национальному укладу славянами, совершенно слились с массой населения войска, сделавшись совершенно русскими, как по внешнему виду и языку, так и по вере и русскому духу. О польском происхождении обрусевших казачьих предков говорят фамилии: Сваровских, Яновских, Костылецких, Ядровских, Легчинских, Дабшинских, Стабровских, Лясковских, Едомских, Жагульских и др.
В 1861 году войско подверглось существенной реорганизации. К нему причислили Тобольский казачий конный полк, Тобольский казачий пеший батальон и Томский городовой казачий полк, и установили комплект войска из 12 полковых округов, выставлявших на службу сотню в Лейб-гвардии Казачий полк, 12 конных полков, три пеших полубатальона со стрелковыми полуротами, одну конно-артиллерийскую бригаду из трёх батарей (впоследствии батареи были обращены в регулярные, одна включена в состав Оренбургской артиллерийской бригады в 1865 г. и две в состав 2-й Туркестанской артиллерийской бригады в 1870 г.).
В 1916 году население около 172 тыс. человек, около 5 млн десятин земли, среднедушевой надел составлял 27,7 — 43 десятины.
В Первую мировую войну выставило 9 конных полков, 3 дивизиона, 5 сотен, 3,5 батареи.
С началом Февральской революции обострились классовые противоречия среди казачества. Так, в апреле 1917 года на 1-м большом войсковом круге (Омск) образовались две группы: «Староказачество», которое отстаивало сохранение сословных привилегий казаков и автономию Сибирского казачьего войска, и «Новоказачество», требовавшее ликвидации сословных различий. Круг принял постановление о сохранении сословных различий.
В 1918 году упразднено. Казаки Сибири принимали активное участие в Гражданской войне в войсках Колчака. Б. В. Анненков самовольно провозгласил себя войсковым атаманом Сибирского казачьего войска на круге в станице Атаманская под Омском, однако значительная часть казаков его не поддержала и открыто враждовала с анненковцами.
Во время Великой Отеяественной войны большинство сибирских казаков сражались в советских частях, но из эмигрировавших казаков в августе 1943 года был сформирован 2-й Сибирский казачий полк 1-й казачьей дивизии 15-го казачьего кавалерийского корпуса СС.

## Основные даты в истории Сибирского Казачьего войска (СКВ)

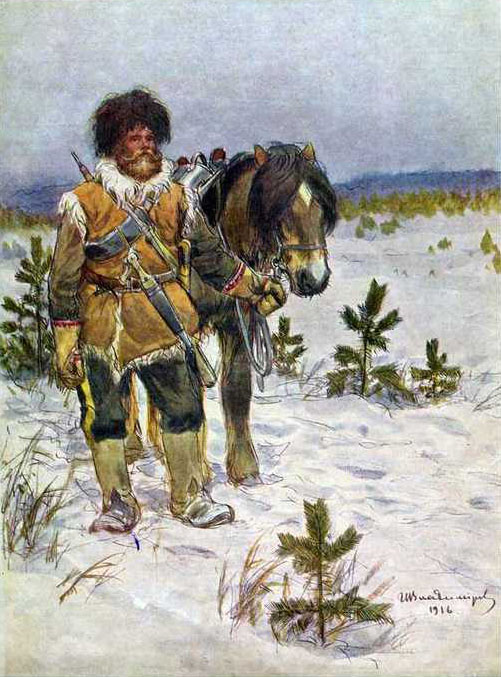
И. Владимиров. Сибирский казак. 1916

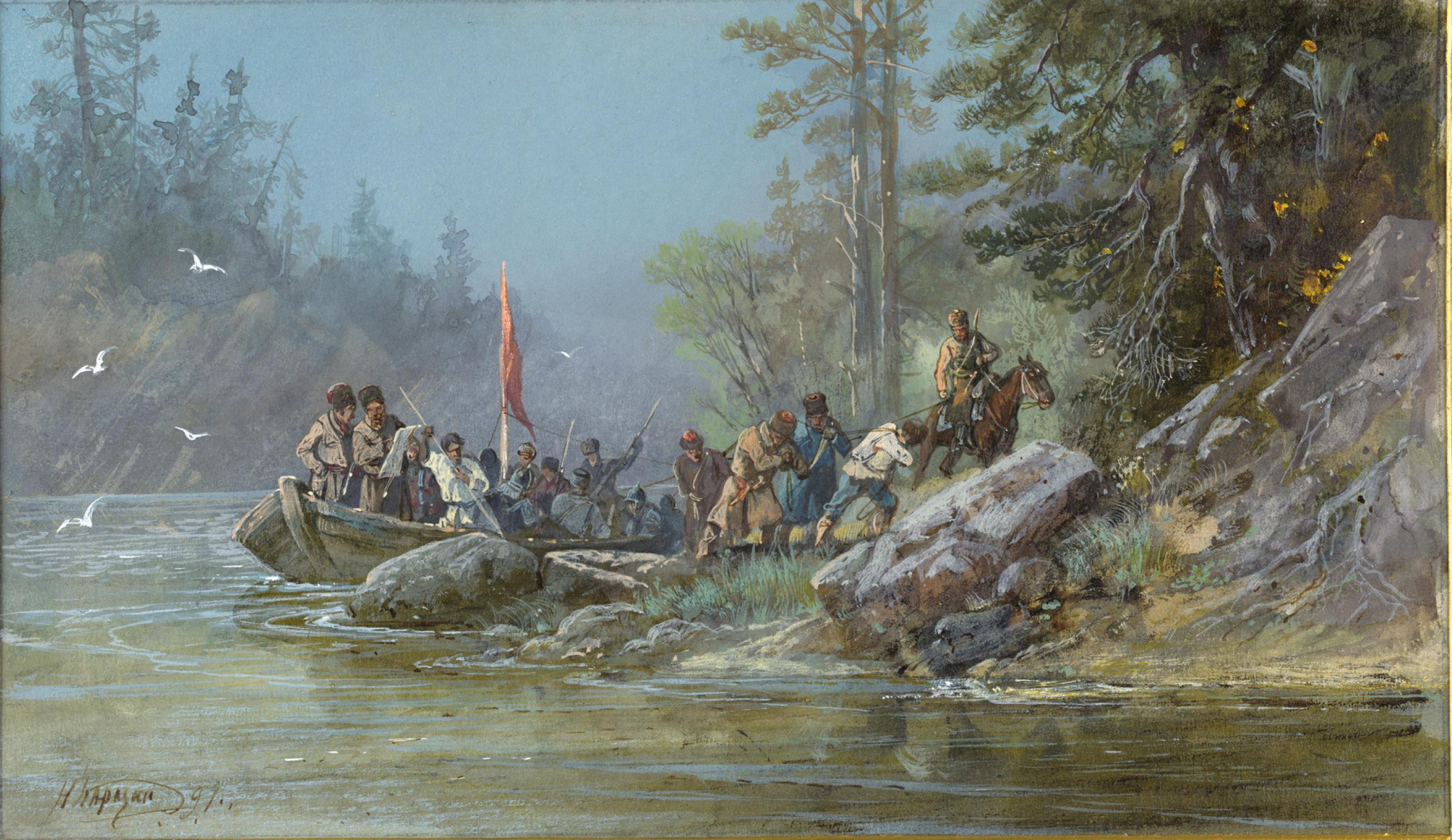
Сибирские казаки исследуют новые земли. XVIII век. Худ. Н. Н. Каразин

Если брать за основу истории СКВ Положение 1808 г., то основные даты следующие:
- 1808 г., 19 августа (ст. ст.) — Войско по новому положению названо «Сибирское линейное казачье войско» и впервые получило правильное военное устройство в составе десяти отделов мирного времени, которые в военное время преобразовались в 10 Сибирских линейных казачьих конных полков N 1 — N 10 и двух конно-артиллерийских рот. В Сибирском линейном казачьем войске состояло 5950 человек, с обязанностью служить с 17-летнего возраста пожизненно, получать земельный надел по 6 десятин на душу, пользоваться жалованием по 6 руб. 16.5 коп., муки — 3 четверти и овса 7 четвертей каждому в год, заготовлять сено по цене 2 коп. с пуда и производить рыбную ловлю в Иртыше, выше Бухтармы.
- 1809 г. — полкам пожалованы десять знамён в виде бунчуков, а войсковым знаменем стало знамя томских казаков, полученное в 1690 г. Офицерам пожалованы шарфы на мундиры.
- 1812 г. — отделы в мирное время названы полками N 1 — N 10. За заслуги перед Россией войску пожалованы:
  - особая форменная одежда уланского типа, не имевшая аналогов ни в каких других казачьих войсках;
  - на казачьи пики флюгера установленных цветов «В вящее отличие, усердие и исправности в высочайшей службе». Только сибирским казакам разрешили носить оружие по старинному обычаю сибиряков — карабин на левой стороне, а боеприпасы на правой.
- 1813 г. — многие из военнопленных поляков, пожелавшие навсегда остаться в Сибирском казачьем войске, зачислены в казачье звание. В Омске открыто казачье училище на войсковые средства. Сибирское военное войско остаётся единственной кавалерией в Западной Сибири.
  - управление Сибирским линейным казачьим войском возложено на начальника 24-й дивизии (бывшего инспектора войск Сибирской инспекции — он же командующий войсками Сибирской линии), а с учреждением в 1816 г. Отдельного Сибирского корпуса — на командира корпуса. Была учреждена войсковая канцелярия под председательством войскового атамана, двух членов, двух асессоров и прокурора, подчинялась она местным губернским властям и сибирскому генерал-губернатору.
- 1816 г. — учреждён Отдельный Сибирский корпус.
- 1824 г. — в киргизской степи образованы внешние округа — Каркаралинский и Кокчетавский.
- 1824 г. — Станицу Каркаралинскую основали сибирские казаки — 53 мужчины и 38 женщин.
- 1824 г. — 1847 гг. — Сибирские казаки вели борьбу с восстанием казахов под руководством Кенесары Касымова.
- 1825 г., 18 февраля (ст. ст.) — все военные поселяне в Сибири обращены в станичные казаки. Казакам Сибирского линейного казачьего войска предоставлено право торговать без установленных свидетельств в своих станицах и городах Омске, Семипалатинске, Петропавловске, Усть-Каменогорске.
- 1825 г. — численность населения в войске достигла 37 тыс. человек обоего пола, из них на действительной службе находилось свыше 8 тыс. казаков. По отзыву генерал-майора Гурко, инспектировавшего войско, в 30-е годы «сибирские казаки, заменившие выведенных из Сибири драгун, получили регулярное устройство и, составляя непременные полки, расположенные на самой границе, содержатся по строевой части на тех же почти правилах, какие существуют ныне в целой армии. Снабженные казённым довольствием, они более почитаться должны посланными кавалерийскими полками, нежели казаками».
- 1833 г., 31 января (ст. ст.) — утверждена отправка 30 сибирских линейных казаков для службы в Лейб-гвардии Конно-гренадерском полку (служба продолжалась в течение 48 лет до 1881 г.).
- 1846 г., 5 декабря (ст. ст.) — к войску приписано свыше 6 тыс. государственных крестьян и 4 тыс. переселенцев, в результате чего его численность выросла до 29 138 человек мужского пола.
  - утверждено новое «Положение о Сибирском линейном казачьем войске»: устанавливались 9 полковых округов, выставлявших на службу 9 конных полков (№ 1-9), 3 конные батареи (№ 20-22), 1 команду в Лейб-Гвардию и 9 резервных команд. При этом конные полки были разделены на 3 бригады.
  - Омское казачье училище преобразовано в Сибирский кадетский корпус.
- 1849 г., лето — часть казаков и крестьян из Оренбургской и Саратовской губерний поселились в юго-восточной части киргизской степи и основали здесь станицы Щучинскую, Котуркульскую, Зерендинскую, Лобановскую, Аканбурлукскую.
- 1849 г., 6 декабря (ст. ст.) — высочайшим указом чинам войска предоставлены права и преимущества чинов армии.
- 1850 г., 6 сентября (ст. ст.) — из прибывших в новые кокчетавские станицы линейных казаков и крестьян-переселенцев был сформирован 10-й полк, командование которым было поручено войсковому старшине Казачинину.
- 1851 г., 2 декабря (ст. ст.) — все полки кроме 2-го получили новые номера: 1-й стал 3-м, 3-й стал 4-м, 4-й стал 5-м, 6-й стал 7-м, 7-й стал 8-м, 8-й стал 9-м, 9-й стал 10-м, 10-й стал 1-м. Все полки войска разделены на 4 бригады.
- 1853 г. — учреждено в войске торговое общество из 200 казаков. Поступающие в торговое общество казаки вносят в продолжении 30 лет в войсковой капитал по 57 руб. 50 коп. каждый год и затем никакой личной службы не несут, и содержания ни от казны, ни от войска не получают.
- 1860—1861 гг. — Сибирские казаки участвовали в «делах» с кокандцами и киргизами при Узун-Агаче, Пишпеке, Токмаке и пр.
- 1861 г., 5 марта (ст. ст.) — утверждено новое положение о войске. Войско названо «Сибирское казачество», к нему причислены Тобольский казачий конный полк, Тобольский казачий пеший батальон и Томский Городовой казачий полк. В результате — установлен комплект войска из 12 полковых округов, набирающих 12 конных полков (№ 1-12, 11 и 12 полки составились из новопричисленных частей); трёх пеших полубатальонов № 1, 2, 3 со стрелковыми полуротами; одной команды в Лейб-гвардии; одной конно-артиллерийской бригады из трёх батарей № 20,21 и 22 (впоследствии батареи были обращены в регулярные: одна включена в состав Оренбургской артиллерийской бригады в 1865 г. и две в состав 2-й Туркестанской артиллерийской бригады в 1870 г.).
- 1863 и 1865 гг. — Сибирские казаки были в отряде Черняева и участвовали во взятии Ташкента, Чимкента, Туркестана и Аулиэ-Аты.
- 1864 г. — Сибирские казаки участвовали в столкновении с китайцами при Борохудзире.
- 1865 г., 20 октября (ст. ст.) — почтовая гоньба (была обязанностью войска) по сибирской кордонной линии и в Киргизской степи передана в гражданское ведомство. Земская гоньба оставлена на обязанности войска и должна была отбываться казаками или натурою, или наймом, без всякого пособия от казны или войска.
- 1867 г., 14 июля (ст. ст.) — из 9 и 10 полковых округов образовано особое Семиреченское Казачье Войско.
- 1868 г. — 11-й и 12-й казачьи округа обращены в гражданское состояние, исключение составили берёзовские, сургутские и нарымские казаки, из которых образовали казачьи пешие команды, позднее упразднённые.
  - Также при образовании степных областей, земли 1-го, 2-го, 3-го, 4-го, 5-го и части 6-го полковых округов вошли в состав Акмолинской области, а другая часть земель 6-го, а также 7-го и 8-го полковых округов вошла в состав Семипалатинской области. Главное управление этими областями и войском было вверено генерал-губернатору Западной Сибири, который одновременно был и командующим войсками Западно-Сибирского в.о. в звании войскового наказного атамана. Военным губернаторам вышеуказанных областей присваивались права наказных атаманов частей войска, расположенных в их областях. Делами войска ведало казачье отделение, существовавшее при Главном управлении. Хозяйственные вопросы решались в войсковых хозяйственных правлениях, учреждённых в областях, а в военном отношении земли войска были разделены на четыре военных отдела.
- 1870 г., 6 августа (ст. ст.) — издано положение об общественном управлении в казачьих войсках: казачье население в административном отношении подчинено общей областной и уездной администрации.
- 1870 г. — в Семипалатинской области основаны станицы Алтайская и Зайсанская.
- 1871 г. — Сибирские казаки участвовали в Кульджинском походе.
  - Новое положение о воинской повинности — состав Сибирского казачьего войска определялся в мирное время комплектом из 3-х полков по 6 сотен и команды из 30 казаков в Лейб-Гвардии, в военное время оно должно было выставлять 9 полков по 6 сотен, пешие батальоны при этом были упразднены.
- 1872 г. — образовано войсковое хозяйственное правление, войско поделили на три военных отдела, и губернаторы были лишены званий наказных атаманов.
- 1873 г. — Сибирские казаки участвовали в Хивинском походе.
- 1875 г. — Сибирские казаки участвовали «в делах» против кокандцев при Хаке-Ховате и штурме Андижана.
- 1877 г., 7 мая, 9 июня (ст. ст.) — сибирским казакам предоставлено право: нижним чинам выделять на земельный надел от 30 до 60 десятин на душу, а казачьим офицерам при их отставке давать усиленные земельные наделы.
- 1877 г. — упразднено казачье отделение Западной Сибири, всё делопроизводство по управлению Сибирским казачьим войском сосредоточено в казачьем отделении при штабе Западно-Сибирского военного округа.
  - В Омске открыт подготовительный пансион для подготовки детей офицеров и чиновников Сибирского казачьего войска для поступления в Сибирскую военную гимназию (кадетский корпус).
- 1879 г. — в Омске учреждена войсковая ветеринарно-фельдшерская школа.
- 1880 г. — утверждён закон о воинской повинности. Сибирские казаки были обязаны в мирное время давать на «государеву службу» 3 конных шестисотенных полка и в военное время — 9 таких же полков.
- 1880—1882 гг. — участие 1-го казачьего полка в Кульджинском походе и оккупации Илийской долины.
  - При Императоре Александре II были награждены знаками на головные уборы «За отличие» (в 1861 г. — 2-й дивизион 21-й конно-артиллерийской батареи, 1-я и 2-я сотни 1-го конного полка) и серебряными Георгиевскими трубами (в 1876 г. — 4-я сотня 1-го конного полка).
- 1882 г., 12 декабря (ст. ст.) — в память 300-летия покорения Сибири и с целью увековечить имя славного её завоевателя, казака Ермака Тимофеевича, повелено имя его присвоить Сибирскому казачьему N 1 полку.
- 1890 г., 24 декабря (ст. ст.) — установлен день войскового праздника — 6 декабря.
  - 1890 — е гг. — Закончено наделение казаков и офицеров войска землями.
- 1894 г., 24 мая (ст. ст.) — установлено новое наименование полков: без номера, но с цифрой перед названием.
- 1900 г., 2 августа (ст.ст.) — пожаловано простое знамя 9-му Сибирскому казачьему полку.
  - Сибирские казачьи полки 4, 5, 7, и 8 в составе Сибирской казачьей дивизии участвовали в походе в Маньчжурию, но за прекращением военных действий в делах не были.
- 1903 г., 6 декабря (ст. ст.) — пожаловано войсковое Георгиевское знамя "Доблестному Сибирскому казачьему войску за отличную, боевыми подвигами ознаменованную службу «1582-1903» с Александровской юбилейной лентой. Установлено старшинство войска с 6 декабря 1582 г. и утверждена надпись на скобе войскового знамени.
- 1904—1905 гг. — Сибирские казачьи полки 4, 5, 7 и 8 принимали участие в Русско-Японской войне.
- 1904 г., 31 мая (ст. ст.) — Высочайше пожалована в военную собственность десятивёрстная полоса в 1,5 млн десятин.
- 1905—1906 гг. — для поддержания порядка внутри Империи было мобилизовано всё войско.
- 1906 г., 23 апреля (ст. ст.) — за войском закреплены «на вечные времена» все земли, которыми оно ранее владело и пользовалось.
  - 10 сентября (ст. ст.) — пожалованы Георгиевские знамёна «За отличие в войну с Японией в 1904—1905 гг.» — 4, 5, 7, 8 Сибирским казачьим полкам.
    -  — Государственный Совет в виду особых заслуг Сибирского казачьего войска в Русско-Японскую войну сложил с его населения весь долг в войсковой капитал.
      - Вновь началось формирование Лейб-гвардии сводного казачьего полка, в состав которого включена полусотня от СКВ.
- 1908 г., 6 декабря (ст. ст.) — в ознаменование особого Монаршего благоволения и в награду за верную и ревностную службу, как в мирное, так и в военное время, пожалованы одиночные белевые петлицы на воротники и обшлага мундиров нижних чинов строевых частей войска.
- 1909 г., 14 апреля (ст. ст.) — пожалованы простые юбилейные знамёна «1582-1909» с Александровской юбилейной лентой 1, 2, 3 Сибирским казачьим полкам.
- 1910 г., 29 марта (ст. ст.) — Император дал согласие «на оставление на хранение в Сибирском казачьем войске старых знамён 1-го Ермака Тимофеевича, 2, 3, 4, 5, 6, 7, 8 Сибирских казачьих полков и Высочайшие грамоты на пожалование этих знамён».

Старые знамёна Сибирских казачьих полков были сданы на хранение в Войсковую Никольскую церковь.
- 1912 г., 18 февраля (ст. ст.) — Высочайшим соизволением последовало утверждение нагрудного знака Сибирского казачьего войска.
- 1913 г., 21 февраля (ст. ст.) — в столичных торжествах, посвящённых 300-летию Дома Романовых, приняла участие депутация от Сибирского казачьего войска. В состав депутации вошли войсковой наказной атаман Е. О. Шмит, генерал-лейтенант в отставке Г. Е. Катанаев, генерал-майор в отставке Г. Путинцев, советник Войскового хозяйственного правления войсковой старшина Волосников, вахмистр станицы Вознесенской Я.Терехов и урядник станицы Устькаменогорской В. Дрозденко.
  - 15-30 ноября (ст. ст.) — проведение I-го съезда агрономов и смотрителей войсковых земель СКВ.
- 1914—1917 гг. — Сибирское казачье войско выставило на фронт 8 казачьих полков, 3 отдельных казачьи сотни, а с мая 1916 г. — 3 конные казачьи батареи. Сибирские казачьи части были объединены в Сибирскую казачью дивизию (Западный фронт) и Сибирскую казачью бригаду (Кавказский фронт). В январе-феврале 1917 г. были сформированы ещё 3 особые сибирские казачьи сотни.
- 1914 г., 31 июля (ст. ст.) — бунт казаков 4 и 7 Сибирских казачьих полков в мобилизационном лагере под Кокчетавом, спровоцированный жестокостью одного из офицеров. 8 участников бунта были расстреляны, 20 приговорены к различным срокам каторги.
  - 21 декабря (ст.ст.) — 1-й Сибирский казачий Ермака Тимофеевича полк конной атакой разгромил 8-й турецкий пехотный полк и захватил его знамя.
- 1915 г., 12 ноября (ст. ст.) — военным советом принято решение об учреждении при Войсковом хозяйственном правлении типографии и редакции газеты «Сибирские войсковые ведомости».
- 1916 г., 13 июля (ст. ст.) — указом Святейшего Синода Омская Николаевская войсковая церковь обращена в соборную с наименованием «Войсковой Никольский собор Сибирского казачьего войска».
  - 7 декабря (ст. ст.) — Государь Император Николай II принял шефство над 1-м Сибирским казачьим Ермака Тимофеева полком и зачислил царевича Алексея — Атамана всех казачьих войск — в списки полка.

## Возрождение Сибирского казачьего войска
В советский период на территории сибирского региона казачество как сословие и как самоорганизация перестало существовать. Возрождение Сибирского казачества началось с конца 80-х — начала 90-х годов XX века.
Указ Президента РФ № 632 от 15 июня 1992 г. «О мерах по реабилитации репрессированных народов в отношении казачества» и Постановления Верховного Совета о реабилитации казачества № 3321-1 от 16 июля 1992 г. позволили на высшем уровне обсудить проблему возрождения казачества.
С начала 1990-х годов происходил бурный рост казачьих обществ в форме общественных организаций. Однако на волне возрождения казачества в России появились и «лжеатаманы», очень часто представляющиеся казачьими генералами.
С 2023 атаман войска Тимошенко, Андрей Станиславович

## Войсковые части
- 1-й Сибирский казачий Ермака Тимофеева полк 1909.14.4. Юб. знамя обр. 1900. Полотнище темно-зелёное, кайма красная, шитье серебряное. Навершие обр.1857 (Арм.) высеребренное. Древко чёрное. «1582-1909». Спас Нерукотворный. Александр. юб. ленты «1909 года». Состояние идеальное. Судьба неизвестна.
- 2-й Сибирский каз. полк. 1909.14.4. Юб.знамя обр. 1900. Полотнище темно-зелёное, кайма красная, шитье серебряное. Навершие обр. 1857 (Арм.) высеребренное. Древко чёрное. «1582-1909». Спас Нерукотворный. Александр. юб. ленты «1909 года». Состояние идеальное. Судьба неизвестна.
- 3-й Сибирский каз. полк. 1909.14.4. Юб. знамя обр. 1900. Полотнище темно-зелёное, кайма красная, шитье серебряное. Навершие обр. 1857 (Арм.) высеребренное. Древко чёрное. «1582-1909». Спас Нерукотворный. Александр. юб. ленты «1909 года». Состояние идеальное. Судьба неизвестна.
- 4-й Сибирский каз. полк. 1906.10.9. Георг. знамя обр. 1900. Полотнище темно-зелёное, кайма красная, шитье серебряное. Навершие обр. 1857 (Арм.) высеребренное. Древко чёрное. «За отличіе въ войну съ Японіей въ 1904—1905 годахъ» (на отр. Георг. ленты). Спас Нерукотворный. Состояние идеальное. Судьба неизвестна.
- 5-й Сибирский каз. полк. 1906.10.9. Георг. знамя обр. 1900. Полотнище темно-зелёное, кайма красная, шитье серебряное. Навершие обр. 1857 (Арм.) высеребренное. Древко чёрное. «За отличіе въ войну съ Японіей въ 1904—1905 годахъ» (на отр. Георг. ленты). Спас Нерукотворный. Состояние идеальное. Судьба неизвестна.
- 6-й Сибирский каз. полк. 1809.20.4. Простое знамя (бунчук). Верхняя половина зелёная, нижняя малиновая; в середине красный крест в золотом сиянии. Шитьё золотое. Навершие — копьё с вензелем. Древко чёрное. Состояние плохое. Судьба неизвестна.
- 7-й Сибирский каз. полк. 1906.10.9. Георг. знамя обр. 1900. Полотнище темно-зелёное, кайма красная, шитье серебряное. Навершие обр. 1857 (Арм.) высеребренное. Древко чёрное. «За отличіе въ войну съ Японіей въ 1904—1905 годахъ» (на отр. Георг. ленты). Спас Нерукотворный. Состояние идеальное. Судьба неизвестна.
- 8-й Сибирский каз. полк. 1906.10.9. Георг. знамя обр. 1900. Полотнище темно-зелёное, кайма красная, шитье серебряное. Навершие обр. 1857 (Арм.) высеребренное. Древко чёрное. «За отличіе въ войну съ Японіей въ 1904—1905 годахъ» (на отр. Георг. ленты). Спас Нерукотворный. Состояние идеальное. Судьба неизвестна.
- 9-й Сибирский каз. полк. 1900.2.8. Простое знамя обр. 1900. Полотнище темно-зелёное, кайма красная, шитье серебряное. Навершие обр. 1857 (Арм.) высеребренное. Древко чёрное. Спас Нерукотворный. Состояние идеальное. Судьба неизвестна.

- Сибирская Казачья Артиллерия.

## Станицы и посёлки Сибирского Казачьего Войска (на 1914 год)
Всё СКВ для удобства управления в военном отношении было разделено на три части, которые назывались военными отделами. Каждый военный отдел состоял из нескольких станиц, а каждая станица — из нескольких посёлков.
Всем войском управлял Войсковой Наказной Атаман, каждым военным отделом — Атаман отдела, каждой станицей — станичный атаман, а посёлком — поселковый атаман.
Казачий полк делился на 6 сотен. Сотня делилась на 4 взвода : 1 и 2 взводы составляли 1-ю полусотню, 3 и 4 взводы — 2-ю.

### Первый (Кокчетавский) военный отдел
- 1. Станица Акмолинская
- 2. Станица Кокчетавская,
- 3. Станица Щучинская,
- 4. Станица Котуркульская
- 5. Станица Лобановская
  - Посёлок Челкарский
- 6. Станица Аиртавская
- 7. Станица Арык-Балыкская
  - Поселок Верхний Бурлук
- 8. Станица Имантавская
- 9. Станица Акан-Бурлукская
  - Посёлок Нижнебурлукский
- 10. Станица Якши-Янгиставская
- 11. Станица Зерендинская
- 12. Станица Сандыктавская
  - Выселок Айдабульский
- 13. Станица Пресногорьковская
  - Посёлок Крутоярский
  - Посёлок Починный
  - Посёлок Песчанный
  - Посёлок Пресногорьковский
  - Посёлок Сибирский
  - Посёлок Богоявленский
  - Посёлок Камышловский
- 14. Станица Пресновская
  - Посёлок Казанский
  - Посёлок Островский
  - Посёлок Екатериненский
  - Посёлок Кабанский
  - Посёлок Усердный
  - Посёлок Ново-Михайловский
  - Посёлок Лопушный
- 15. станица Атбасарская
  - Посёлок Атбасарский

### Второй (Омский) военный отдел
- 17. Станица Атаманская ом
- 18. Станица Черёмуховская ом
  - Посёлок Черёмуховский
  - Посёлок Новый
- 19. Станица Мельничная ом (при р. Иртыш пр.бг)
  - Посёлок Мельничный
  - Посёлок Захламенский
  - Посёлок Степной
- 20. Станица Ачаирская ом (при р. Иртыш пр.бг)
  - Посёлок Ачаирский
  - Посёлок Покровско-Иртышский
- 21. Станица Николаевская ом
  - Посёлок Николаевский
  - Посёлок Лосевский
  - Посёлок Селоозёрский
  - Посёлок Волчанский
  - Посёлок Покровский
  - Посёлок Орловский
  - Посёлок Курганский
- 22. Станица Черлаковская
  - Посёлок Черлаковский
  - Посёлок Ильинский — с. Верхнеильинка Черлакский район Омская область
  - Посёлок Изылбашский — с. Иртыш Черлакский район Омская область
  - Посёлок Соляной — с. Соляное Черлакский район Омская область
  - Посёлок Елизаветинский — с. Елизаветинка Черлакский район Омская область
  - Посёлок Большеатмасский — с. Большой Атмас Черлакский район Омская область
  - Посёлок Малоатмасский — с. Малый Атмас Черлакский район Омская область
  - Посёлок Татарский
  - Посёлок Крутоярский
- 23. Станица Новорыбинская
  - Посёлок Новорыбинский
  - Посёлок Кладбинский
  - Посёлок Миролюбовский
  - Посёлок Михайловский
  - Посёлок Сенжарский
- 24. Станица Петропавловская
  - Посёлок Петропавловский
  - Посёлок Кривоозёрный
  - Посёлок Бишкульский
  - Посёлок Новопавловский
  - Посёлок Плоский
  - Посёлок Камышловский
  - Посёлок Токушинский
- 25. Станица Новоникольская
  - Посёлок Новоникольский
- 26. Станица Вознесенская
  - Посёлок Вознесенский
  - Посёлок Надеждинский
  - Посёлок Боголюбовский
  - Посёлок Новокаменский
- 27. Станица Архангельская
  - Посёлок Архангельский
- 28. Станица Медвежинская
  - Посёлок Медвежинский
  - Посёлок Лебяжинский
  - Посёлок Полуденский
  - Посёлок Ганькинский
  - Посёлок Рявкинский
  - Посёлок Чистянский
  - Посёлок Первотаровский
  - Посёлок Полтавский
- 29. Станица Конюховская
  - Посёлок Конюховский
- 30. Станица Становская
  - Посёлок Становский
  - Посёлок Дубровинский
  - Посёлок Железинский
  - Посёлок Богатинский

### Третий (Усть-Каменогорский) военный отдел
- 31. Станица Семипалатинская
  - Посёлок Старо-Семипалатинский
  - Посёлок Озёрный
  - Посёлок Талицкий
- 32. Станица Семиярская
  - Посёлок Чернавский (Чёрное)
  - Посёлок Лебяжий
  - Посёлок Подпускной
  - Посёлок Кривинский
- 33. Станица Долонская
  - Посёлок Грачевский
  - Посёлок Известковый
  - Посёлок Черёмуховский
  - Посёлок Белокаменский
  - Посёлок Глуховский
  - Посёлок Стекляннский
- 34. Станица Убинская при р. Иртыш пр.бг
  - Посёлок Шульбинский
  - Посёлок Пьяноярский
  - Посёлок Барышевский
  - Посёлок Азовский
- 35. Станица Устькаменогорская
  - Посёлок Донской
  - Посёлок Таврический
  - Посёлок Уваровский
  - Посёлок Красноярский
  - Посёлок Ульбинский
  - Посёлок Ермаковский
  - Посёлок Феклистовский— с. Феклистовка (Зыряновский район,Восточно-Казахстанская область)
- 36. Станица Бухтарминская
  - Посёлок Берёзовский — с. Берёзовка (Шемонаихинский район,Восточно-Казахстанская область)
  - Посёлок Александровский — с. Александровка (Зыряновский район,Восточно-Казахстанская область)
  - Посёлок Северный — с. Северное (Зыряновский район,Восточно-Казахстанская область)
  - Посёлок Вороний
  - Посёлок Черемшанский — с. Черемшанка (Глубоковский район,Восточно-Казахстанская область)
- 37. Станица Батинская
  - Посёлок Казнаковский — с. Казанковка
  - Посёлок Чистоярский
  - Посёлок Малокрасноярский
  - Посёлок Большенарымский — с. Большенарымское(Улькен Нарын) (Катон-Карагайский район,Восточно-Казахстанская область)
  - Посёлок Малонарымский — с. Малонарымка (Катон-Карагайский район,Восточно-Казахстанская область)
- 38. Станица Алтайская — с.Катон-Карагай(Катон-Карагайский район,Восточно-Казахстанская область)
  - Посёлок Урыльский — с. Урыль(Катон-Карагайский район,Восточно-Казахстанская область)
- 39. Станица Павлодарская
  - Посёлок Подстепной
  - Посёлок Ямышевский
  - Посёлок Черноярский
  - Посёлок Григорьевский
- 40. Станица Баян-Аульская
- 41. Станица Песчановская
  - Посёлок Чернорецкий
  - Посёлок Пресновский
  - Посёлок Качировский
  - Посёлок Осьморыжский
- 42. Станица Урлютюпская
  - Посёлок Железинский
  - Посёлок Бобровский
  - Посёлок Пяторыжский
  - Посёлок Башмачный
- 43. Станица Зайсанская — г. Зайсан (Кокпектинский район, Восточно-Казахстанская область)
  - Посёлок Кендерлыкский
- 44.Станица Кокпектинская — с. Кокпекты (Кокпектинский район, Восточно-Казахстанская область)
  - Посёлок Буконский — с. Большой Буконь (Кокпектинский район, Восточно-Казахстанская область)
- 45. Станица Каркаралинская
- 46. Станица Верх-Алейская — с. Верх-Алейка (Третьяковский район, Алтайский край)
  - Посёлок Бобровский — с. Бобровка (Глубоковский район,Восточно-Казахстанская область)
  - Посёлок Секисовский — с. Секисовка (Глубоковский район,Восточно-Казахстанская область)
  - Посёлок Верх-Убинский
  - Посёлок Плоский — с. Плоское (Третьяковский район, Алтайский край)
  - Посёлок Ключевский — с. Ключи (Ключевский район, Алтайский край)
  - Посёлок Белорецкий
  - Посёлок Андреевский — п. Андреевский (Змеиногорский район, Алтайский край)
- 47. Станица Чарышская — с. Чарышское (Чарышский район, Алтайский край)
  - Посёлок Тигирецкий — с. Тигирек (Чарышский район, Алтайский край)
  - Посёлок Яровский — с. Яровское (Чарышский район, Алтайский край)
  - Посёлок Сосновский — с. Сосновка (Чарышский район, Алтайский край)
  - Посёлок Тулатинский — с. Тулата (Чарышский район, Алтайский край)
- 48. Станица Антоньевская — с. Антоньевка (Петропавловский район, Алтайский край)
  - Посёлок Маральевский — с. Маралиха (Чарышский район, Алтайский край)
  - Посёлок Слюденский — с. Слюдянка (Усть-Калманский район, Алтайский край)
  - Посёлок Николаевский — с. Николаевка (Петропавловский район, Алтайский край)
  - Посёлок Терской(Терский) — с. Новопокровка (Быстроистокский район, Алтайский край)
  - Посёлок Смоленский — с. Смоленское (Смоленский район, Алтайский край)

## Знаки различия
- У казаков традиционно нет чина генерала, поскольку считается, что у казака чин не может быть выше чина августейшего атамана, которыми являлись цесаревичи. А августейшие атаманы, как правило, не имели чина выше полковника гвардии. Например последний российский император Николай Александрович Романов имел чин гвардейского полковника. Например, сибирский казак Лавр Георгиевич Корнилов имел чин генерала от инфантерии. Следовательно, если у казаков нет генеральского чина, то нет и казачьих генеральских погон.
- У штаб-офицеров на погонах по два просвета.
- Полковник на погонах не имеет звёздочек.
- У войскового старшины — три звёздочки.
- У обер-офицеров — на погонах по одному просвету.
- У есаула на погонах нет звёздочек, у подъесаула — четыре звёздочки, у сотника — три, у хорунжего — две.
- У подхорунжего — на погоне продольная галунная нашивка, офицерская кокарда и темляк.
- У кандидата — на левом рукаве галунный шеврон.
- У вахмистра — на погонах галунная поперечная нашивка.
- У взводного урядника — на погонах по три узких поперечных нашивки из тесьмы.
- У младшего урядника — на погонах по две нашивки.
- У приказного на погонах по одной нашивке[8].